# Voglia d'amare
Voglia d'amare è un singolo di Renato Zero pubblicato nel 2013 in download digitale, secondo estratto dall'album Amo - Capitolo I

## Il disco
Voglia d'amare è stato scritto da Renato Zero per il testo e da Renato Zero e Danilo Madonia per la musica. Il brano è una dichiarazione d'amore all'amore stesso ed è caratterizzato da un ritmo ballabile.
Il singolo è entrato in rotazione radiofonica a partire dal 24 maggio 2013..

## Formazione
- Renato Zero - voce
- Giorgio Secco - chitarra acustica
- Paolo Costa - basso
- Lele Melotti - batteria
- Massimo Varini - chitarra acustica, chitarra elettrica
- Samuele Dessì - chitarra acustica, chitarra elettrica
- Tommy Ruggero - percussioni